# Epigej (krater)
Epigej je najveći poznati udarni krater na Jupiterovom Galilejanskom satelitu Ganimedu, promjera 343 km. To je 6,5% srednjeg ekvatorijalnog promjera Ganimeda, koji iznosi 5.270 km. Krater se nalazi u području Marius Regio. 
U središtu Epigeja nalazi se područje promjera 50 km koje se sastoji od tamnih kanala. Ti kanali su široki približno 150 do 250 m, uglavnom su linearni i spajaju se u dendritičkim ili anastomozirajućim uzorcima. Kanali imaju dvije preferirane ortogonalne orijentacije, te se kreću u smjeru sjever-jug i istok-zapad. Svijetla, lepezasta naslaga hrapave teksture, zauzima središnjih 15 do 20 km ove regije i lokalno okružuje kanale do 25 km od središta palimpsesta. Ovo svijetlo područje sastoji se od masiva širokih od 200 do 300 m, odijeljenih 200 do 300 m. Vanjski prsten je složena zona koja odgovara rubu kratera. Zona između ta dva prstena je relativno glatka. Čini se da nekoliko uzvišenja ove jedinice se spušta u doline unutar ove vanjske zone prstena. Epigejev bazen bogat je ledenim naslagama.
Epigej je dobio ime po feničanskom bogu, a ime odobrila Međunarodna astronomska unija 1997.